# Notamacropus irma
Il wallaby dai guanti neri (Notamacropus irma (Jourdan, 1837)) è una specie di wallaby diffusa nelle regioni sud-occidentali dell'Australia Occidentale. È classificato dalla IUCN tra le specie a rischio minimo e sembra che l'unica minaccia alla sua sopravvivenza sia la predazione da parte delle volpi rosse (Vulpes vulpes) introdotte dall'uomo.
Il wallaby dai guanti neri è di un colore grigio intenso con una caratteristica colorazione bianca attorno alla faccia e agli arti, sia anteriori che posteriori (sebbene presenti anche una sorta di guanti neri, come indica il suo nome alternativo). Ha abitudini diurne, cosa insolita per un Macropodide, e si nutre di erba e altri vegetali.